# Hippeastrum petiolatum
Hippeastrum petiolatum là một loài thực vật có hoa trong họ Amaryllidaceae. Loài này được Pax mô tả khoa học đầu tiên năm 1890.